# 巴斯鎮區 (北卡羅萊納州博福特縣)
巴斯鎮區（英語：Bath Township）是位於美國北卡羅萊納州博福特縣的一個鎮區。

## 地方資料
巴斯鎮區的面積為285.93平方千米，當中陸地面積為284.48平方千米，而水域面積為1.45平方千米。根據2020年美國人口普查的數據，當地共有人口4223人，而人口密度為每平方千米14.77人。